# Éon (roman)
Pour les articles homonymes, voir Eon.
Éon (titre original : Eon) est un roman de science-fiction de Greg Bear paru en 1985. Il s'agit du premier tome d'une trilogie comportant également Éternité et Héritage.

## Résumé
Un gigantesque astéroïde, de trois cent kilomètres de long, entre, au début du XXIe siècle, dans le Système solaire. Les astronomes s'aperçoivent alors qu'il est creux.
Américains et Soviétiques envoient des équipes scientifiques pour explorer cet astéroïde, qui contient sept chambres contenant elles-mêmes de véritables villes humaines.
Désertes, elles révèlent, à travers leurs documents historiques, un futur proche dans lequel les Terriens s'entretuent. Mais le plus étonnant est la septième chambre, dont la profondeur paraît infinie.

## Éditions
- Le Livre de poche no 7162, 1995